# Справа для справжніх чоловіків
Справа для справжніх чоловіків — радянський художній фільм 1983 року, знятий, крім сцен в порту, на кіностудії «Білорусьфільм» в м. Чернігів.

## Сюжет
В околицях річкового порту міста Чернігів хлопчаки знайшли склад німецьких боєприпасів, що зберігся з часів минулої війни. Щоб врятувати місто і його жителів від ненавмисного вибуху, до справи підключили загін воїнів-саперів…

## У ролях
- Борислав Брондуков — Борис Федорович Карпов, майор
- Геннадій Давидько — Антон Фролов, сапер, старший лейтенант
- Володимир Носик — Костянтин Соколов, капітан-хімік в запасі
- Василь Петренко — Саня Максимов, прапорщик, сапер
- Любов Віролайнен — Валентина Іванівна Садовська, секретар міськкому
- Ольга Бєлявська — Наталка, наречена Антона Фролова
- Тетяна Лебедєва — Ліза, екскурсовод-перекладач, наречена Кості Соколова
- Віталій Котовицький — Тимохін, солдат-сапер
- Валерій Філатов — Іван Іванович Максимов, начальник порту
- Микола Манохін — водій таксі
- Валентин Бєлохвостик — Саша, чоловік Садовської
- Лілія Давидович — епізод
- Анна Дубровіна — мати Наташі
- Нінель Жуковська — епізод
- Сергій Іванов — чоловік у приймального відділення пологового будинку
- Павло Кормунін — дідусь Наташи
- Маргарита Криницина — чергова в приймальному відділенні пологового будинку
- Галина Макарова — бабуся, яка відмовляється від евакуації
- Віктор Мірошниченко — начальник міліції
- Тамара Муженко — епізод
- Галина Рогачова — епізод
- Анатолій Терпицький — епізод
- Світлана Турова — епізод
- Ростислав Шмирьов — Федір Петрович, директор хлібозаводу
- Дмитро Андрієвський — епізод
- Олександр Березень — епізод
- Борис Петрунін — епізод
- Іван Мацкевич — учасник наради

## Знімальна група
- Режисер — Валерій Пономарьов
- Сценарист — Аркадій Пінчук
- Оператор — Віталій Ніколаєв
- Композитор — Валерій Іванов
- Художники — Юрій Альбицький, Володимир Бєлоусов